# مديرية ماهاكالي
مديرية ماهاكالي هي مدينة من مدن نيبال. مشتق من اسم نهر ماهاكالي.